# Warwick (Massachusetts)
Warwick es un pueblo ubicado en el condado de Franklin en el estado estadounidense de Massachusetts. En el Censo de 2010 tenía una población de 780 habitantes y una densidad poblacional de 8 personas por km².

## Geografía
Warwick se encuentra ubicado en las coordenadas 42°40′48″N 72°20′24″O / 42.68000, -72.34000. Según la Oficina del Censo de los Estados Unidos, Warwick tiene una superficie total de 97.51 km², de la cual 96.7 km² corresponden a tierra firme y (0.83%) 0.81 km² es agua.

## Demografía
Según el censo de 2010, había 780 personas residiendo en Warwick. La densidad de población era de 8 hab./km². De los 780 habitantes, Warwick estaba compuesto por el 97.69% blancos, el 0% eran afroamericanos, el 0.51% eran amerindios, el 0.9% eran asiáticos, el 0% eran isleños del Pacífico, el 0% eran de otras razas y el 0.9% pertenecían a dos o más razas. Del total de la población el 1.03% eran hispanos o latinos de cualquier raza.